# 里奇基 (科列茨區)
50°40′13″N 27°5′59″E / 50.67028°N 27.09972°E
里奇基（烏克蘭語：Річки），是烏克蘭西北部的村莊，隸屬里夫內州的里夫內區。該村始建於1629年，面積1.4平方公里，2001年人口510，人口密度每平方公里365.1人。